# Calophyllum antillanum
Calophyllum antillanum es una especie de planta medicinal perteneciente a la familia Clusiaceae.   Es un árbol tropical de hoja perenne y de tamaño medio.

## Descripción
Es un árbol que alcanza hasta 20 m de altura, de fuste recto, copa cilíndrica, corteza oscura, profundamente fisurada; las hojas elípticas, de 5-8 cm de largo y de 3-5 cm de ancho; el ápice redondeado; base obtusa o redondeada, no estrechada en el pecíolo; las inflorescencias son axilares, a menudo también laterales en las partes de las ramas que ya perdieron las hojas, de 4-5 cm de largo con 7-15 flores; el fruto es globoso de más o menos 2 cm de diámetro, verde-amarillento cuando está maduro.

## Propiedades
Es muy apreciado para la producción de madera , la cual es muy dura y duradera.  "Las hojas se usaban como diurético en Granada, pero se dice en Dominica que son venenosas (Politi, 1996). Famosos por su madera dura. Se utiliza en la construcción de chozas de larga duración."
Se le considera una especie de planta invasora en algunas zonas del Caribe.
La madera de María se usa ampliamente en los trópicos. El duramen varía desde color amarillento a marrón rojizo o color rosa, mientras que la albura es generalmente de color claro. El grano es generalmente entrelazado, y los rangos de densidad 0,51 a 0,57. La madera es bastante fácil a trabajar, en número superior a la media en la conformación, lijado, y mortaja, y por debajo de la media en el cepillado y torneado.

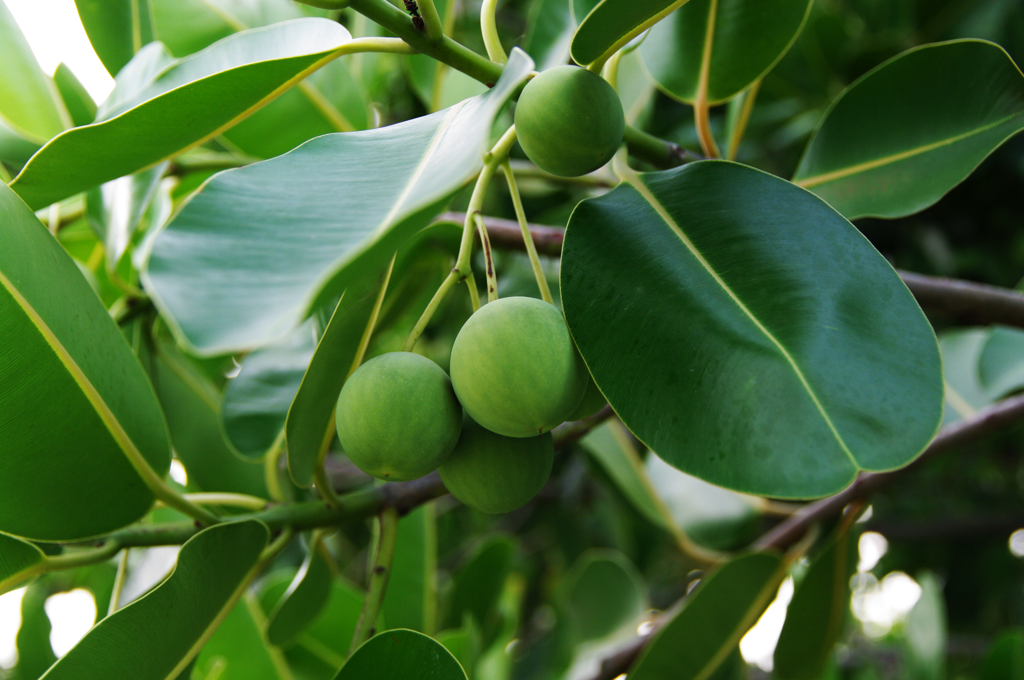
Palo María en San Juan, Puerto Rico

El árbol se planta también para dar sombra a lo largo de las calles y como una protección contra el viento, o para proteger contra las salpicaduras de sal cerca del océano.  Frecuentemente se poda para formar un espeso follaje a lo largo de las  zonas urbanas
El látex del tronco se ha empleado con fines medicinales.  Los frutos son utilizados como alimento de cerdos, y aceite de lámpara se extrae de las semillas.
Principios activos: contiene ácido benzoico, guanandina; isoguanandina, jacareubina.
Indicaciones: Su resina tiene propiedades como sudorífico, cicatrizante, pectoral, astringente, detersivo. La infusión de la corteza es útil para estimular la mucosa pulmonar. El aceite que se extrae de las semillas se usa para las enfermedades de la piel y el reumatismo, el del fruto para el cabello y se plantea que puede utilizarse para las niguas y enfermedades del ombligo de los niños, la corteza sirve para aliviar las enfermedades del hígado.

## Taxonomía
Calophyllum antillanum fue descrita por Nathaniel Lord Britton  y publicado en Scientific Survey of Porto Rico and the Virgin Islands 5(4): 584. 1924.
Etimología
Calophyllum: nombre genérico que deriva  del griego kalos, "bello", y phullon, "hoja" y que significa "hoja bella",
antillanum: epíteto geográfico que alude a su localización en las Antillas.
Sinonimia
- Calophyllum jacquinii Fawc. & Rendle
- Calophyllum brasiliense var. antillanum (Britt.) Standl.
- Calophyllum calaba Jacq., non L.[7]

## Nombre común
- Castellano:  Bálsamo de María, Calaba, Ocuje, Palo María.